# Кондрат Крапива
Кондрат Крапива (на беларуски: Кондрат Атрахович; 1896 – 1991) е беларуски съветски писател, поет, сатирик, драматург, преводач и обществен деятел. Доктор на филологическите науки, академик в Академията на науките на Беларуска ССР (1950). Член ВКП от 1941 г.
Народен писател на Беларуската ССР (1956). Герой на социалистическия труд (1975). Лауреат на две Сталински награди (1941, 1951) и Държавна награда на СССР (1971).

## Биография
Роден е на 22 февруари (5 март) 1896 година в село Низак, Минска губерния, в селско семейство. През 1913 г. участва на изпит и получава учителска правоспособност. През есента на 1914 година работи като учител в с. Мнишан, Минска губерния. След една година е мобилизиран в армията. Воюва на Румънския фронт. Демобилизират го през февруари на 1918 година. Учителства в с. Каменка, Узденски район.
От 1920 до 1923 г. служи в РККА. От 1924 г. работи като учител. От 1926 до 1930 г. учи в литературно-лингвистичния отдел на педагогическия факултет на Беларуския държавен университет. От 1932 до 1936 г. завежда отдел в литературното списание „Пламъка на революцията“.
През 1939 година участва в Полския поход на Работническо-селската Червена армия. Участва в съветско-финската война от 1939 – 1940 година. В началото на Втората световна война работи във фронтовия вестник „За Съветска Беларусия“, от 1943 до 1947 г. редактира различни военни вестници и списания.
През 1946 г. в състава на делегацията на БССР участва в работата на първата сесия на Генералната Асамблея на ООН. От 1947 до 1952 г. завежда сектора по езикознание в Института по езикознание и литература на Академията на науките на БССР, директор е на Института по езикознание на АН на БССР (1952 – 1956). От 1956 до 1982 г. е вицепрезидент на АН на БССР.
От 1982 до 1989 г. е научен сътрудник-консултант в отдела по лексикология и лексикография на Института по езикознание „Якуб Коласа“ на АН на БССР.
Нееднократно е избиран за народен представител във ВС БССР между 1947 и 1990 г.
Кондрат Крапива умира на 7 януари 1991 година. Погребан е в Минското Източно (Московско) гробище.

## Творчество
Творческата биография на Кондрат Крапива започва през 1922 г. с публикации във вестник „Съветска Беларусия“ на стихове, фейлетони, басни. Всичко се появява подписано под псевдоним Кондрат Крапива. Скоро неговите пиеси „Който се смее последен“ и „Пеят чучулиги“ стават известни и по тях снимат филми. Басните на Крапива надживяват своето време.
Крапива се занимава също и с литературни преводи. На беларуски език превежда произведенията на Уилям Шекспир, Д. И. Фонвизин, И. А. Крилов, А. С. Пушкин, Н. В. Гогол, А. Н Островски, А. П. Чехов, В. В. Маяковски, Т. Г. Шевченко.
|  | Тази страница частично или изцяло представлява превод на страницата „Крапива, Кондрат“ в Уикипедия на руски. Оригиналният текст, както и този превод, са защитени от Лиценза „Криейтив Комънс – Признание – Споделяне на споделеното“, а за съдържание, създадено преди юни 2009 година – от Лиценза за свободна документация на ГНУ. Прегледайте историята на редакциите на оригиналната страница, както и на преводната страница, за да видите списъка на съавторите. ВАЖНО: Този шаблон се отнася единствено до авторските права върху съдържанието на статията. Добавянето му не отменя изискването да се посочват конкретни източници на твърденията, които да бъдат благонадеждни. |